# Claudia Tonn
Claudia Tonn (Viernheim, 18 april 1981) is een atleet uit Duitsland.

Op de Olympische Zomerspelen van Athene in 2004 nam Tonn deel aan het onderdeel zevenkamp. Ze eindigde op de twaalfde plaats.

## Persoonlijke records
- 200 meter: 24,43 sec
- 800 meter 2:07,87
- 100 meter horden: 13,84 sec
- hoogspringen: 1,83 meter
- verspringen 6,75 meter
- kogelstoten: 13,10 meter
- speerwerpen: 41,81 meter
- zevenkamp: 6373 punten[4]

- Gemeinsame Normdatei: 143836676
- World Athletics: 14280056
- International Standard Name Identifier: 0000 0001 1851 3312
- Virtual International Authority File: 169650481
- WorldCat: E39PBJbCTfGTyqT7bD9d9tcgKd